# Holenbrunn
Holenbrunn ist ein Gemeindeteil der Kreisstadt Wunsiedel im Landkreis Wunsiedel im Fichtelgebirge (Oberfranken,  Bayern).

## Geographie
Das Pfarrdorf Holenbrunn liegt im Fichtelgebirge im Osten der Stadt Wunsiedel. Nachbarorte sind Bernstein, Göpfersgrün, Hauenreuth, Sinatengrün, Wintersreuth, Wintersberg und die Stadt Wunsiedel.

## Geschichte
- erste Erwähnung um 1500
- 1818: Hauenreuth, Holenbrunn, Juliushammer, Wintersberg und Wintersreuth wurden eine Gemeinde.
- 1877: Die Fertigstellung der Bahnstrecke Weiden–Oberkotzau leitete die Entwicklung zum Industriestandort ein.

Am 1. Januar 1978 wurde Holenbrunn in die Stadt Wunsiedel eingegliedert.

## Wirtschaft und Infrastruktur
- Landwirtschaft
- Gewerbebetriebe
- Steinbruch (Wunsiedler Marmor)

### Verkehr
Der Bahnhof Wunsiedel-Holenbrunn liegt an der Bahnstrecke Weiden–Oberkotzau. Früher gab es die Eisenbahn-Nebenstrecken Holenbrunn–Wunsiedel–Tröstau–Leupoldsdorf und Holenbrunn–Selb. Die Strecken wurden inzwischen stillgelegt; die Trasse wird als Fahrradweg genutzt.

### Öffentliche Einrichtungen
Es gibt einen Kindergarten.

### Vereine
Freiwillige Feuerwehr Holenbrunn, Sportverein SV Holenbrunn, Sportkegel-Club Holenbrunn e. V., Obst- und Gartenbauverein Holenbrunn

## Baudenkmäler
In der Liste der Baudenkmäler in Wunsiedel sind für Holenbrunn vier Baudenkmäler aufgeführt.